# Evelyne Papale Terras
Evelyne Terras, coniugata Papale (Tolone, 25 settembre 1944 – Tolone, 24 settembre 2012), è stata una tennista francese naturalizzata italiana.
È stata finalista in doppio agli Australian Open del 1967, in coppia con l'australiana Lorraine Coghlan (prima francese a disputare una finale nel torneo), e campionessa di tennis di Francia nel 1969-1970.
Diventata italiana per il matrimonio con l'avvocato tennista italiano Dino Papale (fondatore e direttore esecutivo della Women's Tennis Association) è stata campionessa italiana assoluta indoor di tennis negli anni 1973-1974, sconfiggendo in finale Lea Pericoli e Daniela Porzio Marzano. Dal 1972 al 1976, è stata finalista nel singolare ai campionati italiani assoluti di tennis.
È stata capitana-giocatrice delle squadra nazionali di Francia e d'Italia della Federation Cup (la Coppa Davis femminile). Il 1º gennaio 1974 insieme a Chico Scimone  ha inventato a Taormina il famoso "tuffo a mare" che ormai, ogni anno, è tradizionale e annovera centinaia di partecipanti.
È scomparsa nel 2012, il giorno prima del suo 68-esimo compleanno.